# Homer le clown
Homer le clown (Homie the Clown) est le 15e épisode de la saison 6 de la série télévisée d'animation Les Simpson.

## Synopsis
À cause de problèmes financiers, Krusty le clown, poussé par son comptable, doit vendre son nom et créer une école de clowns pour que des faux Krusty s'occupent d'événements comme la remise de Grammy, d'Oscars, l'inauguration de Krusty Burger, les anniversaires d'enfants, etc. Homer, tenté, s'inscrit et reçoit son diplôme. 
Pendant ce temps, Krusty, mauvais aux paris sportifs, doit de l'argent au maffieux Gros Tony. Fauché par les dépenses inutiles qu'il a l'habitude de faire, il s'enfuit. Gros Tony part alors à sa recherche et tombe sur Homer déguisé en Krusty. Croyant jusqu'au bout qu'il est le véritable clown, il l'emmène chez son parrain, Don Vittorio di Maggio, pour le faire exécuter. Ce dernier, fan de Krusty, lui donne une dernière chance: il ne le tuera pas s'il exécute le looping sur la bicyclette lilliputienne. Mais Homer n'a jamais réussi à réaliser ce numéro pendant ses cours de clown...